# Райските скали
Райските скали са огромен скален пояс, намиращ се непосредствено под южните склонове на най-високия старопланински връх – Ботев, в Средна Стара планина.

## Местоположение и обща характеристика
Спускащите се от връх Ботев тревисти склонове се пресичат от скален пояс, опасващ южната страна на върха от 1700 до около 2100 м н.в. с отвесни скали, като височината на този пояс в различните части варира.
През Райските скали скача водопадът Райското пръскало. В подножието им е хижа Рай. Цялата местност е наречена Раят, а под нея е Южният Джендем – „адът“.
Пръскалото разделя Райския масив на източна и западна част. Западната се характеризира с редуване на отвесни скални прагове и разположени една над друга тревни тераси, преминаващи в силно наклонените тревисти склонове. Там върви т. нар. Тарзанова пътека, която свързва хижа „Рай“ с метеорологичната станция на връх Ботев (прокарана е през 1941 г. и носи името на метеорологичния наблюдател и планинар Тодор Божков – Тарзан).
Източната част на Райските скали (над хижа „Рай“) е по-отвесна и монолитна, с ясно изразен плочест характер. Стените до самото Пръскало са високи до 150 – 200 метра. Високите стени завиват към източните склонове на върха и постепенно стават по-ниски, отивайки към тревисто-скалните склонове към вр. Малкия Юмрук.

## Геоложки строеж
Скалите на Райския масив са изградени от гнаиси и гранити, а основната скална маса – от дебелослойни диабази и филити, напластени върху варовикови утайки. Повърхността им в повечето случаи е изветряла и затова е ронлива. Това създава опасност от откъртване на хватки и стъпки от катерещите алпинисти. Липсват пукнатини, цепките са плитки, което ограничава възможностите за забиване на здрави и сигурни клинове.

## Катерачен обект
По Райските скали са прекарани над 40 катерачни маршрута, високи 150 – 200 м. Първият, катерил тук, е високопланинският наблюдател и алпинист Благой Христов през 1941 г. Днес наричат прокараните от него маршрути „Благовите пътеки“. Лявата и Дясната Благови пътеки започват вдясно от Пръскалото, от основата на стената се разделят. През 1949 и 1952 г. Цанко Бангиев, Иван Стайков, Благой Христов, Андрей Тодоров катерят в източната част на масива. През 1957 г. пловдивските алпинисти Георги Щерев, Стойчо Стойчев, Пенко Костов, Георги Имов и Илия Халимбаков осъществяват изкачване в западната част на масива. Христо Проданов и ред други алпинисти прокарват свои турове. Години наред по Райските скали се е провеждала традиционна Ботева алпиниада.